# Ungmennafélagið Stjarnan (piłka nożna kobiet)
Ungmennafélagið Stjarnan – kobieca sekcja piłki nożnej islandzkiego klubu sportowego Stjarnan, mający siedzibę w mieście Garðabær (Region Stołeczny), w południowo-zachodniej części kraju, występujący w latach 1973–1976, 1987–1989 i od sezonu 1992 w rozgrywkach Besta deild. 

## Historia
Chronologia nazw:
- 1970: Stjarnan

Kobieca drużyna piłkarska Stjarnan została założona w Garðabær w 1970 roku jako sekcja klubu sportowego Stjarnan. Po tym jak w 1972 roku oficjalnie zostały organizowane mistrzostwa kraju w piłce nożną kobiet, drużyna w następnym 1973 startowała w rozgrywkach 1. deild, zajmując czwarte miejsce w grupie B. W 1976 zespół zajął ostatnie 5.miejsce i został zdegradowany z pierwszej dywizji. W 1984 klub wrócił do rozgrywek ogólnokrajowych, startując w rozgrywkach 2. deild. W pierwszym sezonie zajął ostatnią szóstą pozycję w grupie B, ale już w następnym był drugim, a w sezonie 1986 po wygraniu grupy B w finale pokonał 2:1 KA i otrzymał promocję do 1. deild. W 1989 zespół znów spadł do 2. deild i po trzech latach wrócił do pierwszej dywizji. Następnie od 1992 roku klub brał udział we wszystkich kolejnych edycjach najwyższej serii mistrzostw Islandii w piłce nożnej kobiet. W sezonie 2011 roku po raz pierwszy zdobył tytuł mistrza, następnie wygrywając mistrzostwo w 2013, 2014 i 2016. Dzięki zwycięstwu w mistrzostwach 2011 roku drużyna wzięła udział w Pucharze UEFA Kobiet sezonu 2012/13.
Trzykrotnie drużyna zdobyła puchar swego kraju.

## Barwy klubowe, strój, herb, hymn
|  |  |

Klub ma barwy niebiesko-białe. Piłkarki domowe spotkania zazwyczaj grają w niebieskich koszulkach, białych spodenkach oraz niebieskich getrach.

## Sukcesy

### Trofea międzynarodowe
| \| \| Zdobyte trofea w rozgrywkach międzynarodowych (stan na: 31-05-2023) \| |                                                                     |      |          |
| Rozgrywki                                                                    | Osiągnięcie                                                         | Razy | Sezon(y) |
| Liga Mistrzyń UEFA                                                           | zdobywca                                                            | 0    |          |
| Liga Mistrzyń UEFA                                                           | finalista                                                           | 0    |          |
| Liga Mistrzyń UEFA                                                           | 1/8 finału                                                          | 1    | 2017/18  |
| FIFA                                                                         | Zdobyte trofea w rozgrywkach międzynarodowych (stan na: 31-05-2023) |      |          |

### Trofea krajowe
| \| \| Zdobyte trofea w rozgrywkach Islandii (stan na: 31-12-2023) \| |                                                             |      |                              |
| Rozgrywki                                                            | Osiągnięcie                                                 | Razy | Sezon(y)                     |
| Mistrzostwo                                                          | I miejsce                                                   | 4    | 2011, 2013, 2014, 2016       |
| Mistrzostwo                                                          | II miejsce                                                  | 3    | 1988, 2015, 2022             |
| Mistrzostwo                                                          | III miejsce                                                 | 5    | 1987, 1993, 2000, 2012, 2018 |
| Puchar                                                               | zdobywca                                                    | 3    | 2012, 2014, 2015             |
| Puchar                                                               | finalista                                                   | 4    | 1993, 2010, 2017, 2018       |
| Superpuchar                                                          | zdobywca                                                    | 2    | 2012, 2015                   |
| Superpuchar                                                          | finalista                                                   | 5    | 2013, 2014, 2016, 2017, 2023 |
| Puchar Ligi                                                          | zdobywca                                                    | 5    | 2011, 2013, 2014, 2015, 2023 |
| Puchar Ligi                                                          | finalista                                                   | 4    | 1999, 2009, 2018, 2022       |
| II liga                                                              | I miejsce                                                   | 2    | 1986, 1991                   |
| II liga                                                              | II miejsce                                                  | 1    | 1985 (B)                     |
| II liga                                                              | III miejsce                                                 | 0    |                              |
| Islandia                                                             | Zdobyte trofea w rozgrywkach Islandii (stan na: 31-12-2023) |      |                              |

## Poszczególne sezony

### Rozgrywki międzynarodowe

#### Europejskie puchary
Klub 5 razy uczestniczył w rozgrywkach europejskich.

### Rozgrywki krajowe
| \| Islandia \| Bilans występów klubu w rozgrywkach piłkarskich Islandii (Stan na 31 grudnia 2023 r.) \| \| |                                                                                       |        |       |   |   |   |    |    |     |                               |        |        |      |
| Poziom | Rozgrywki                                                                             | Sezony | Mecze | Z | R | P | B+ | B– | Pkt | Lata                          | Awanse | Spadki | Naj. |
| I | 1. deild / Úrvalsdeild / Besta deild                                                  | 39     |       |   |   |   |    |    |     | 1973–1976, 1987–1989, od 1992 | 0      | 2      | 1    |
| II | 2. deild / 1. deild                                                                   | 4      |       |   |   |   |    |    |     | 1984–1986, 1991               | 2      | 0      | 1    |
| III | 2. deild                                                                              | 0      |       |   |   |   |    |    |     |                               |        |        |      |
| | Puchar Islandii                                                                       | 38     |       |   |   |   |    |    |     | 1985–1989, od 1991            | 0      | 0      | 1    |
| | Puchar Ligi Islandzkiej                                                               | 28     |       |   |   |   |    |    |     | od 1996                       | 0      | 0      | 1    |
| | Superpuchar Islandii                                                                  | 7      |       |   |   |   |    |    |     | od 2012                       | 0      | 0      | 1    |
| Islandia                                                                                                   | Bilans występów klubu w rozgrywkach piłkarskich Islandii (Stan na 31 grudnia 2023 r.) |        |       |   |   |   |    |    |     |                               |        |        |      |

## Piłkarki, trenerzy, prezydenci i właściciele klubu

### Piłkarki

#### Aktualny skład zespołu
Stan na 09.05.2022:
| Nr | Poz. | Piłkarz                      |
| -- | ---- | ---------------------------- |
| 1  | BR   | Chanté Sandiford             |
| 2  | OB   | Sóley Guðmundsdóttir         |
| 3  | OB   | Arna Dís Arnþórsdóttir       |
| 5  | PO   | Eyrún Embla Hjartardóttir    |
| 6  | PO   | Úlfa Úlfarsdóttir            |
| 8  | OB   | Ingibjörg Ragnarsdóttir      |
| 9  | OB   | Alexa Kirton                 |
| 10 | OB   | Anna Baldursdóttir           |
| 13 | OB   | Ólína Ágústa Valdimarsdóttir |
| 14 | PO   | Snædis Maria Jörundsdóttir   |
| 15 | NA   | Alma Mathiesen               |

| Nr | Poz. | Piłkarz                        |
| -- | ---- | ------------------------------ |
| 16 | OB   | Sædis Rún Heiðarsdóttir        |
| 17 | PO   | Mist Smáradóttir               |
| 18 | NA   | Jasmín Erla Ingadóttir         |
| 20 | BR   | Aníta Ólafsdóttir              |
| 21 | PO   | Heiða Ragney                   |
| 23 | PO   | Gyða Kristin Gunnarsdóttir     |
| 24 | OB   | Málfriður Sigurðardótir        |
| 25 | PO   | Rakel Lóa Brynjarsdóttir       |
| 30 | PO   | Katrín Ásbjörnsdóttir          |
| 31 | PO   | Hildigunnur Ýr Benediktsdóttir |

### Trenerzy
...
- 01.04.1984–31.12.1986:  Ásgeir Heiðar Pálsson
- 01.01.1987–31.12.1987:  Erla Rafnsdóttir

...
- 01.01.1990–16.10.1993:  Helgi Thordarson
- 01.11.1993–16.04.1994:  Örnólfur Oddsson
- 16.04.1994–01.10.1994:  Ásgeir Heiðar Pálsson
- 01.10.1994–16.10.1995:  Jón Óttarr Karlsson

...
- 2014–2018:  Ólafur Guðbjörnsson
- od 2019:  Kristján Gudmundsson

## Struktura klubu

### Stadion
Drużyna rozgrywa swoje mecze domowe w Garðabær na stadionie Samsung völlurinn, który może pomieścić 1.298 widzów.

## Kibice i rywalizacja z innymi klubami

### Derby
- Breiðablik
- Selfoss